# Ricardo Garza González
Ricardo Javier Garza González (Cadereyta Jiménez, Nuevo León, México. 23 de marzo de 1974) es un terapeuta mexicano que ha adquirido notoriedad en su país por desarrollar y difundir una técnica terapéutica alternativa denominada "Desprogramación Evolutiva", la cual cocreó con la licenciada en psicología, Vanessa Gámez.

## Trayectoria
Si bien Garza estudió Lenguas Extranjeras y Diplomacia y, posteriormente, un posgrado en Administración; se inclina por el estudio de corrientes relacionadas con la biología, de los simbolismos inconscientes y los patrones repetitivos que suceden en las familias, luego de buscar una salida a sus conflictos personales y sus frustraciones profesionales. Esta búsqueda lo lleva a conocer los planteamientos de la psicogenealogía (también conocida como teoría transgeneracional) de Anne Schützenberger, la epigenética y el trabajo del biólogo celular Bruce Lipton.
A partir de estas ideas, Garza desarrolla un enfoque alternativo que decide aplicar al área terapéutica holística, basado en "liberar las emociones ocultas y descubrir las repeticiones transgeneracionales asociadas al origen de diversas situaciones que causan conflictos en las personas." Es decir, Garza y Gámez asumen que pueden brindar herramientas prácticas para ayudar en la "evolución personal" del individuo, a través de la interpretación de simbolismos inconscientes que influyen en las percepciones alterando la respuesta biológica que determina la conducta basándose en el postulado epigenético que se refiere a la "repetición inconsciente de los ancestros".
Ricardo Garza ha tenido cierta notoriedad mediática en su país difundiendo sus ideas sobre la Desprogramación Evolutiva. Canales de televisión, periódicos mexicanos y otras plataformas informativas en línea, han sido los principales canales de difusión de sus planteamientos, los cuales expone en su libro "Redefiniendo el Inconsciente".